# توماس كلوسن
توماس كلوسن (بالدنماركية: Thomas Clausen)‏ هو مصمم إضاءة وعازف بيانو وملحن دنماركي، ولد في 5 أكتوبر 1949 في كوبنهاغن في الدنمارك.

## وصلات خارجية
- الموقع الرسمي
- توماس كلوسن على موقع IMDb (الإنجليزية)
- توماس كلوسن على موقع ميوزك برينز (الإنجليزية)
- توماس كلوسن على موقع أول ميوزيك (الإنجليزية)
- توماس كلوسن على موقع ديسكوغز (الإنجليزية)